# 民事法律关系
民事法律关系是民事平等主体间的人身和财产关系。

## 民事法律关系的特征
- 民事法律关系是主体之间的民事权利和民事义务关系。
- 民事法律关系是平等主体之间的关系。
- 民事法律关系的保障措施具有补偿性和财产性。

## 民事法律关系的分类
民事法律关系按不同的标准可作如下分类：
- 财产法律关系和人身法律关系
- 绝对法律关系和相对法律关系
- 物权关系和债权关系